# Antillón
Antillón es un municipio de la provincia de Huesca (Aragón, España).

## Localidades limítrofes
Blecua, Pertusa y Bespén

## Historia
Primera mención: enero-febrero de 1104, en la concordia efectuada entre el obispo de Huesca y el abad de Montearagón (Ubieto Arteta, Cartulario de Montearagón, n.º 38)

## Economía
Ganadería, predominando la ovina sobre la bovina, actividades agrícolas y producción vinícola (Bodegas Valdovinos).

### Evolución de la deuda viva municipal
| Gráfica de evolución de Deuda viva del Ayuntamiento de Antillón entre 2008 y 2019                                |
| |
| Deuda viva del Ayuntamiento de Antillón en miles de Euros según datos del Ministerio de Hacienda y Ad. Públicas. |

## Administración y política
| Período   | Alcalde                     | Partido      |  |
| --------- | --------------------------- | ------------ |  |
| 1979-1983 | Gregorio Val Castro         | UCD          |  |
| 1983-1987 | Lorezo Ciria Zamora         | PAR          |  |
| 1987-1991 | Lorezo Ciria Zamora         | PAR          |  |
| 1991-1995 | Lorezo Ciria Zamora         | PAR          |  |
| 1995-1999 | Luis Allué Peña             | PSOE-Aragón  |  |
| 1999-2003 | Luis Allué Peña             | PSOE-Aragón  |  |
| 2003-2007 | Cristina Benito Layunta     | PP de Aragón |  |
| 2007-2011 |                             |              |  |
| 2011-2015 | José Luis Ferrando Ferrando | PSOE         |  |
| 2015-2019 | José Luis Ferrando Ferrando | PSOE         |  |

| Partido político    | Partido político                                   | 2003   | 2007   | 2011   | 2015   |
| Partido político    | Partido político                                   | Ediles | Ediles | Ediles | Ediles |
|                     | Partido de los Socialistas de Aragón (PSOE-Aragón) | 2      | 1      | 2      | 3      |
|                     | Partido Popular de Aragón (PP)                     | 1      | 2      | 2      | 1      |
|                     | Partido Aragonés (PAR)                             | 2      | 1      | 1      | 1      |
|                     | Chunta Aragonesista (CHA)                          | —      | 1      | —      | —      |
| Total de concejales | Total de concejales                                | 5      | 5      | 5      | 5      |

## Geografía humana

### Demografía
Cuenta con una población de 126 habitantes (INE 2024).
| Gráfica de evolución demográfica de Antillón entre 1842 y 2021                                                        |
| |
| Población de derecho según los censos de población del INE. Población de hecho según los censos de población del INE. |

| 1900 | 1910 | 1930 | 1940 | 1950 | 1960 | 1970 | 1981 | 1986 | 1992 | 1999 | 2004 |
| ---- | ---- | ---- | ---- | ---- | ---- | ---- | ---- | ---- | ---- | ---- | ---- |
| 450  | 418  | 415  | 366  | 316  | 274  | 224  | 179  | 182  | 177  | 168  | 163  |

## Monumentos
- Casco antiguo de calles estrechas y empinadas y presencia de parte de las murallas con que se fortificó por cristianos y musulmanes, declaradas bien de interés cultural.

### Monumentos religiosos
- Iglesia parroquial (siglo XVI), dedicada a la Natividad de la Virgen
- Ermita de San Cosme y San Damián (siglo XVII)
- Ermita de San Juan (siglo XVIII)

### Monumentos civiles
- Antiguo horno de pan
- Lavadero
- Fuente románica
- Muralla
- Antigua fábrica de aceite
- La noria

## Gastronomía
Postre regional de calabaza, cocido antillones, ensalada pelada.

## Fiestas
- Día 8 de septiembre (fiestas mayores): en honor a la Natividad de la Virgen
- Útltimo viernes de abril: romería al santuario de la Virgen del Pueyo en Barbastro
- Día 27 de septiembre (fiestas menores): en honor de san Cosme y San Damián

## Personas destacadas
- Don Juan Palacio y Jordán (n.1603)